# Agata Schmidt
Agata Schmidt (ur. 1985) – polska śpiewaczka operowa (mezzosopran).
Absolwentka Akademii Muzycznej w Bydgoszczy (klasa Anny Michalak, dyplom 2010) oraz podyplomowych studiów wokalnych na Uniwersytecie Muzycznym Fryderyka Chopina w Warszawie. Współpracowniczka Opery Narodowej w Paryżu (2011-2018). Występowała m.in. w Opera Bastille, Opera Montpellier, Palace Garnier. We Francji w 2014 została nagrodzona Prix l'AROP oraz Prix Cercle Carpeaux dla najlepszego młodego śpiewaka.
Laureatka nagród na międzynarodowych konkursach:
- II nagroda na Międzynarodowym Konkursie Muzycznym im. Karola Szymanowskiego w 2009
- III nagroda na XIV Międzynarodowym Konkursie Sztuki Wokalnej im. Ady Sari w Nowym Sączu w 2011
- II nagroda w Grand Prix de'l Opera w Bukareszcie w 2015